# Sluishuis
Sluishuis — многоквартирный жилой дом в столице Нидерландов Амстердаме, яркое архитектурное произведение начала XXI века. Спроектирован копенгагенским архитектурным бюро BIG Бьярке Ингельса и построен в 2018—2022 годах. В одиннадцатиэтажном доме 441 квартира — от 38-метровых студий до двухуровневых пентхаусов площадью более 180 квадратных метров.
Здание имеет в плане форму каре, один из углов которого консольно нависает над водами бухты Эй. Небольшие суда могут зайти через эту арку и пришвартоваться во внутреннем дворе. В противоположном углу квадрата высота дома плавно уменьшается до двух этажей, композиционно формируя структуру параллелограмма. Здесь начинаются две лестницы, ведущие по террасам на крышу дома, где сделана прогулочная дорожка с видом на амстердамскую гавань; по решению муниципальных властей вход на панораму для всех желающих должен быть открыт не менее 80 дней в году. Вокруг предусмотрено место для причаливания 34 плавучих домов.
Sluishuis стоит на сваях, заглубленных в песчаный береговой грунт на 60 метров. Для возведения консольной части конструкции была устроена временная земляная насыпь. Несущим каркасом арки стали две бетонные балки полуметровой толщины. Фасад дома облицован листами алюминия, отражающими дневной свет и воды бухты. Энергоснабжение здания обеспечивается солнечными панелями и солнечными коллекторами, установленными на крыше.

## Галерея

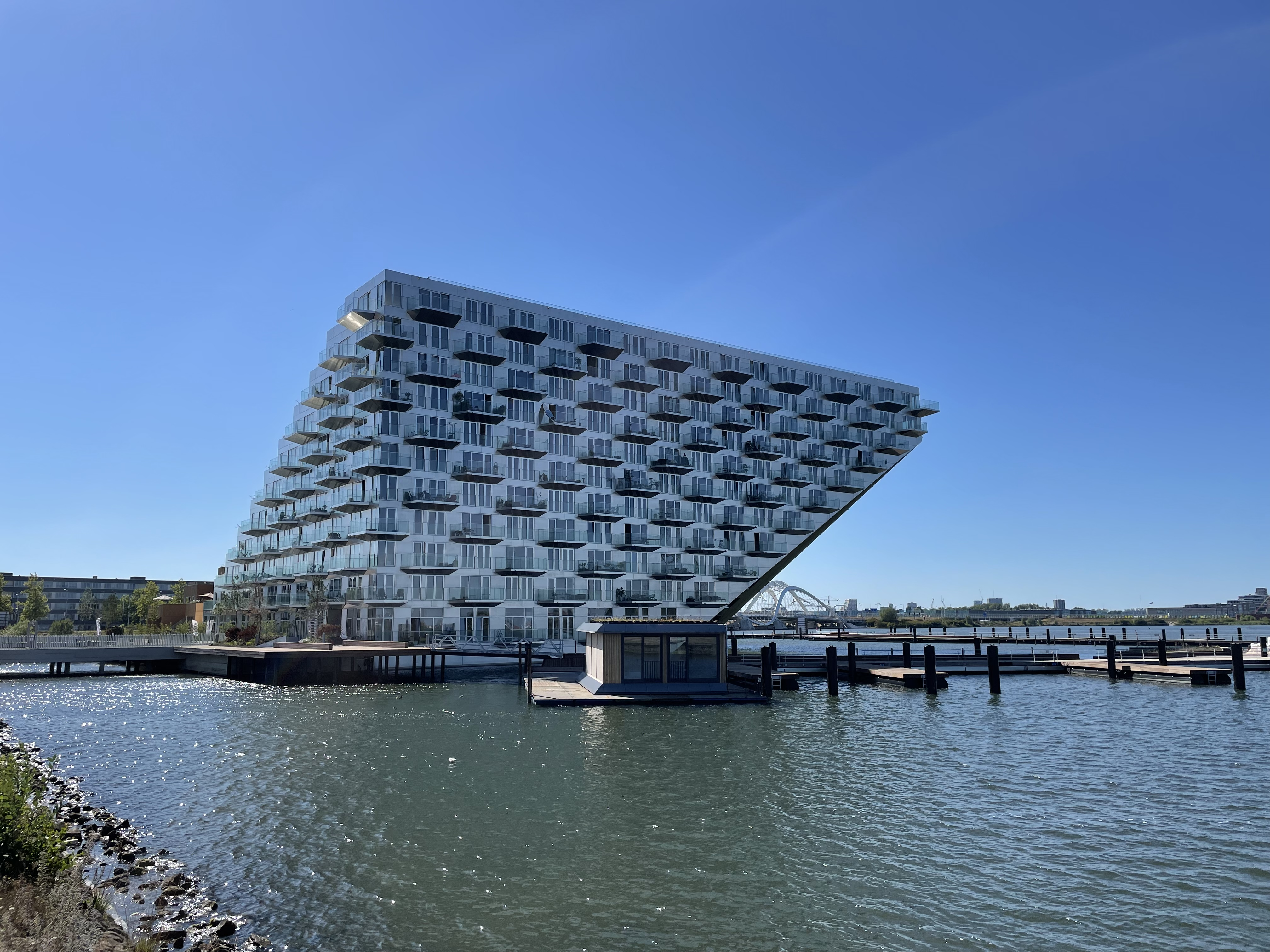
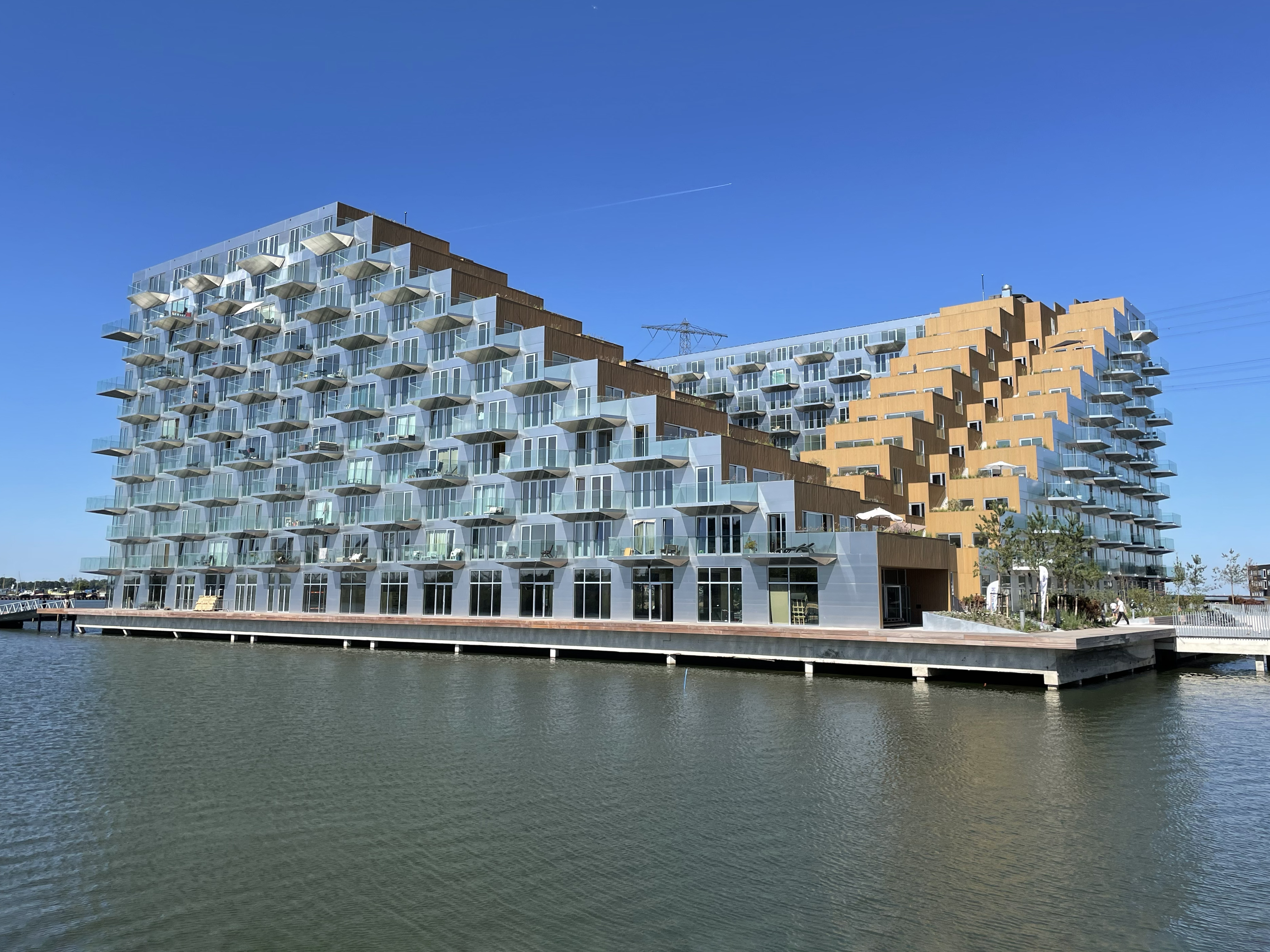
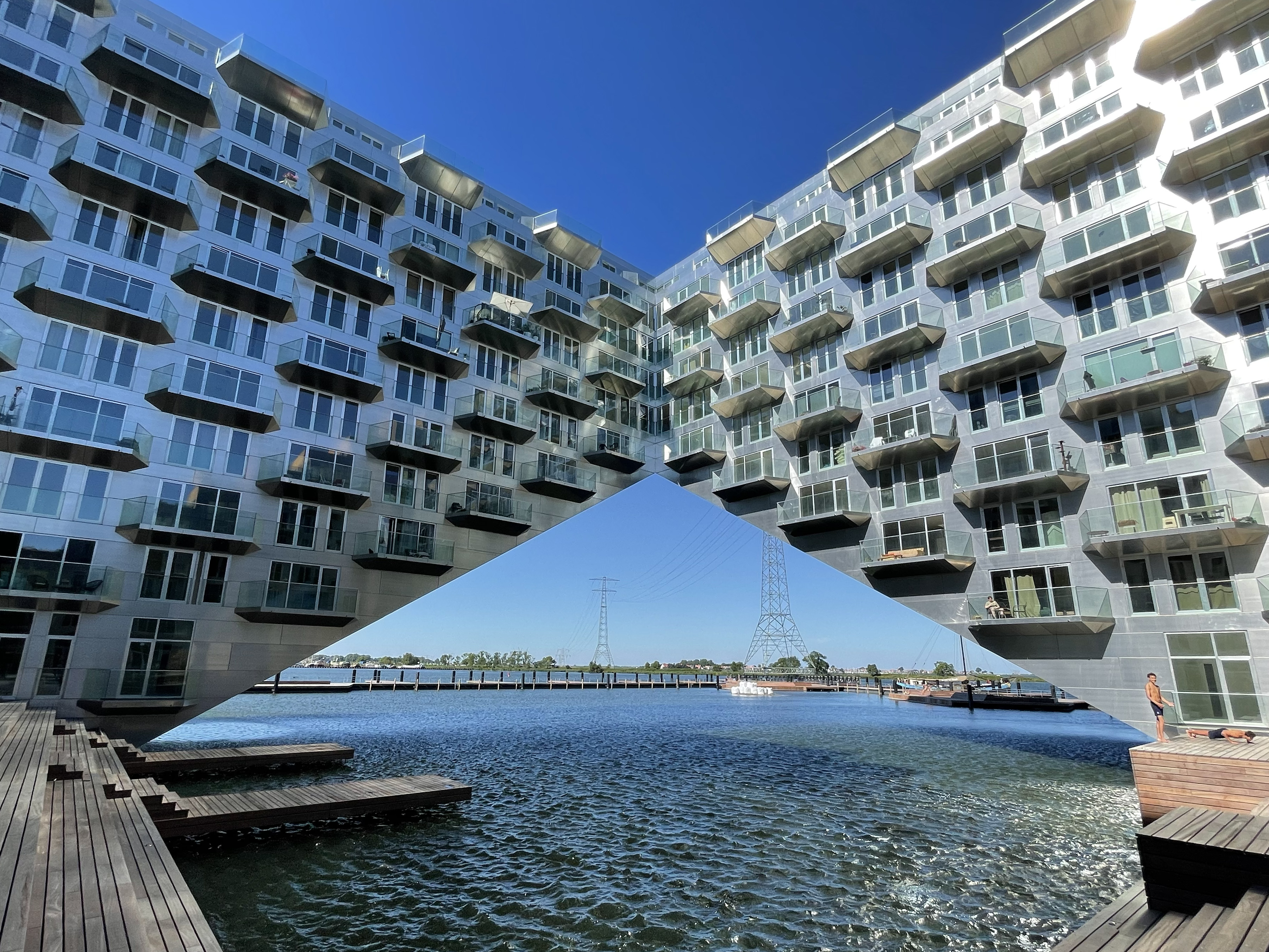